# Hortensi Güell i Güell
Hortensi Güell (Reus, el Baix Camp, 11 de maig de 1876 - Salou, el Tarragonès, 1899) fou un pintor i escriptor català.
Fill de Josep Güell i Mercader i de Maria Güell i Soler naturals de Reus, i cosí d'Eduard Toda i Güell, residí a Madrid on el seu pare treballava als diaris de Castelar i era corresponsal de La Renaixensa. Amic de Mir i de Picasso, com a pintor fou influït per l'estil de la Colla del Safrà (Centre de Lectura de Reus, Museu Picasso de Barcelona). Va ser amic també de Joaquim Torres Garcia, i de l'escultor Carles Mani. Fou membre del grup de pintors modernistes. El seu mestre fou el pintor reusenc Domènec Soberano. Les seves pintures van ser exposades a Madrid. L'obra pictòrica que va realitzar, era bàsicament paisatgística, i passà d'un estil tardo-romàntic afí a Modest Urgell, a un simbolisme tipus Art Nouveau i a un realisme expressiu.
Formava part d'un grup de joves escriptors reusencs, el Grup modernista de Reus, on s'hi incorporava els estius, quan amb la seva família anava a aquella ciutat. El va presentar a la Colla Miquel Ventura, amb qui havia fet coneixença a Madrid i amb qui havia après a escriure i a parlar en català, ja que a la capital de l'estat ho feia només en castellà, tot i que el català l'entenia. Va col·laborar a La Renaixensa, i als periòdics reusencs Lo Somatent, La Autonomía, Lo Lliri i La Nova Cathalunya amb proses poètiques curtes, impressions, que de vegades li devien servir com a preparació d'alguns quadres. L'any 1899, als 23 anys i després d'un desengany amorós, es va suïcidar tirant-se al mar en aigües de Salou. El 1902 el seu pare va publicar Florescència: col·lecció d'ensaigs literaris d'Hortensi Güell, recull dels seus articles de creació literària i alguns assaigs artístics. Els seus amics pintors li van fer nombrosos retrats. Destaquen els dos que li va fer Picasso, el de Joaquim Mir, i, segons Plàcid Vidal, altres d'Aspert, Mani, Castelucho, Lara, Sotomayor, Alea, Perich i Pastor. El 1917, Josep Martorell Òdena, encapçalant un grup d'amics i escriptors reusencs, organitzà un homenatge a Hortensi Güell, interessant pel seu contingut literari i emotiu. La seva ciutat natal li té dedicat un carrer.